# Smör

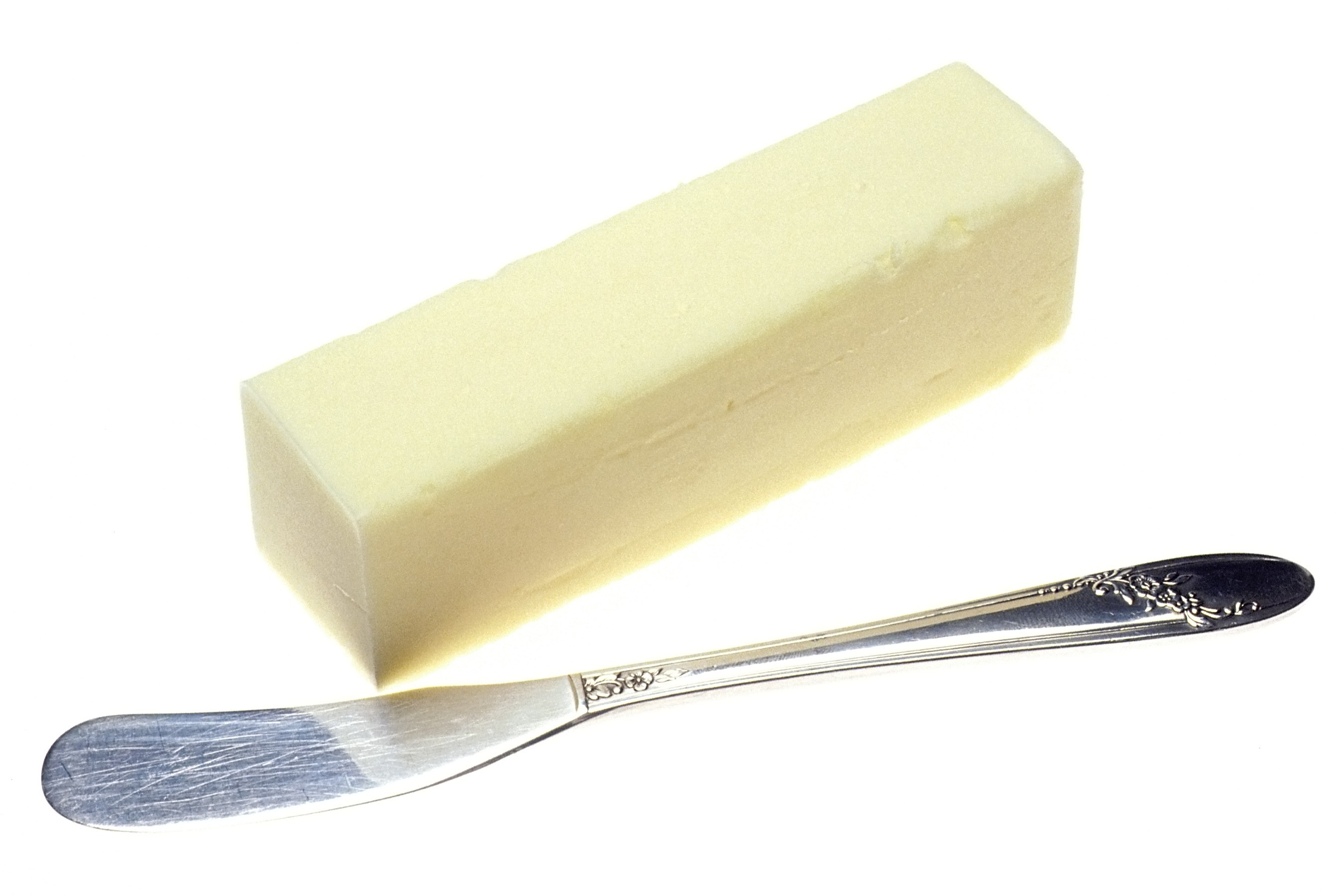
Smör och en smörkniv i metall.

Floris van Schooten.

Smör är en mejeriprodukt som består av kärnad grädde och ibland salt. Smör är i fast form vid rumstemperatur men smälter till en tunn gulaktig vätska vid 32 - 35 °C. Beroende på ingredienserna och produktionsmetoden klassificeras smör som saltat, osaltat och klarat smör.  Det som lagstiftningsmässigt enligt EEG styr vad som får kallas smör är vattenhalten, vilken ej får överstiga 16,0 % och fetthalten vilken inte får understiga 82 %.
Smör kärnas från grädde. För att få mer smak syras och saltas smöret genom att man tillsätter mjölksyrakulturer och salt. Som biprodukt från smörtillverkning får man kärnmjölk. Av cirka 20 liter obearbetad mjölk (4 % fett) kan fettet delas för att ge 1 kg smör.
Smör är normalt sett gulare på sommaren eftersom halten av det gul-oranga färgämnet betakaroten då är högre. Vid industriell tillverkning kan man tillsätta betakaroten för att få samma färg året om.

## Historia
Smör har funnits så länge människan har hållit husdjur. Det tros härstamma från inre Asien. I dikter från Indien berättas att smöret användes som läkemedel både in- och utvärtes.
Smörtillverkning var under förrådshushållningens tid det sätt som användes för konservering av den korta mjölksäsongens överskott på fett. Riklig saltning av smöret var nödvändigt för hållbarheten innan kylskåpet blev vanligt i början av 1900-talet. Smör var dessutom en av de produkter vilkas försäljning gav kontanter till bondehushållen, och vidare var det en vanlig skattepersedel. I Sverige kunde man på 1200-talet betala sin kyrkoskatt med smör. Vid sekelskiftet till 1900 fanns särskilda smöraffärer som företrädesvis sålde smör.
Eftersom smör ansågs vara en dyr lyxvara och lämpade sig dåligt för soldaterna ute på fältet efterlyste Napoleon III ett konstgjort alternativ. Margarinet uppfanns i slutet av 1800-talet och var inledningsvis animaliskt. Under andra halvan av 1900-talet lanserades både bredbart smör, som Bregott, och lättmargarin, samtidigt tog margarinet marknadsandelar från smöret.

## Industriell tillverkning
Smör kärnas från högpastöriserad grädde. 

### Temperaturbehandling
Första steget är att temperaturbehandla grädden. Detta görs för att få rätt hårdhet och struktur på smöret. Temperaturbehandlingen görs genom att grädden kyls ned för att fettet skall kristallisera. Efter kristalliseringen värms grädden försiktigt för att långsamt smälta av så kallade blandkristaller (fettkristaller finns i olika former som kallas alfa, beta-prim och beta). Den något instabila beta-primformen är de kristaller som eftersträvas. Blandkristaller ger ett hårt smör, vilket inte är önskvärt. Sista steget i temperaturbehandlingen är att åter kyla ner grädden till kärningstemperatur. Detta sker kontrollerat och får inte gå för snabbt för då återbildas blandkristallerna. Istället skall detta ske långsamt så det sker kristallväxt kring de befintliga fettkristallerna. 
Exakt hur man skall temperaturbehandla (värma) grädden beror på kons utfodring och varierar därför med årstiderna. Detta kontrolleras med hjälp av jodtal. Jodtalet talar om hur många dubbelbindningar det finns i fettsyrorna. Under sommaren finns mer C18:1 (oljesyra) och under vintern mer C16 (palmitinsyra).

### Kärning
Kärningen av grädde till smör kan ske med hjälp av olika processutrustning. Den vanligaste moderna metoden är genom en kontinuerlig smörmaskin. Den har tre processteg. 1. Urkärning 2. Separering 3. Ältning. 
1. Urkärning Metoden för urkärning är att gräddens fett mekaniskt slås sönder. Då bildas smörkorn genom att fritt fett dras till varann. Vattendelen av grädden blir kärnmjölk.
2. Separering Kärnmjölken silas av i en roterande trumma. I detta steg sker även en sk. efterkärning eftersom smörkornen bearbetas mekaniskt i siltrumman för att släppa ifrån sig ytterligare kärnmjölk
3. Ältning I detta steg bearbetas smöret genom hålplattor för att pressa ur ytterligare kärnmjölk och finfördela kvarvarande luft och vatten. Smöret bearbetas även för att få en tätare struktur och till sist tillsätts salt och syrakultur.

I moderna processer syras smöret med metoden IBS (Indirekt Biologisk Syrning) vilket innebär att man tillsätter syra efter man tillverkat smöret och inte som förr i tiden då man kärnade smör från syrad grädde. Skillnaden är nu att biprodukten kärnmjölk idag inte är syrad och då har ett större användningsområde. Den syra som används tillverkas av skummjölk och mjölksyrabakterier 

### Förpackning
Det finns ett antal olika förpackningar och förpackningsstorlekar för smör. Vanligt är att industrismör packas i kartonger à 25 kg och säljs till industrikunder på världsmarknaden. Smör till konsument packas vanligen i folie. Förpackningsstorleken varierar mellan 8 g och 1 kg.

## Hälsa
Livsmedelsverket anser att risken för hjärt- och kärlsjukdomar minskar när en del av det mättade fettet byts ut mot omättat. Smör är rikt på mättade fetter och Livsmedelsverkar rekommenderar därför att man i första hand bör använda vegetabiliska oljor eller flytande margarin vid matlagning och bakning.

## Förvaring och hållbarhet
Fett skall förvaras mörkt, svalt och välförpackat eftersom det annars kan oxidera och bli dåligt. Smör är inte särskilt känsligt för bakterietillväxt. Om det har stått framme i rumstemperatur bör det helst ställas tillbaka i kylskåp inom två timmar, enligt Livsmedelsverkets rekommendation. Smör som enbart förvaras i kylskåp är hållbart minst en månad längre än datummärkningen anger. Smör kan konsumeras så länge det ser okej ut, luktar bra och smakar bra. Smör kan även djupfrysas i en försluten plastpåse i 5–9 månader beroende på om det är osaltat (kortast hållbarhet) eller saltat.

## Smör i andra sammanhang
Särskilt i äldre tider var smör vanligt förekommande i talesätt och ordspråk. Ofta anknöt dessa till smörets egenskaper eller att det var uppskattat och värdefullt. Att smöra kan syfta på att man fjäskar och ställer in sig hos någon. Som smör i solsken kommer av hur smör smälter i solsken och syftar på att något går snabbt. Går som smör eller säljer som smör syftar på att något snabbt går åt eller säljer bra på grund av att det är lättbegärligt. En del uttryck med smör innehåller Småland eller smålänningar och syftar på att smålänningar hade gott om smör eller uppskattade smör, exempelvis inte för allt smör i Småland, som betyder "inte under några omständigheter". Kommit upp i smöret eller vara i smöret innebär att man uppnått en gynnad och bra ekonomisk ställning.
Ordet smör används vardagligt även som generell benämning på smörgåsfett, till exempel bordsmargarin, även för produkter som inte innehåller kärnad grädde.